# Nanorana aenea
Espèce
Synonymes
- Rana aenea Smith, 1922
- Chaparana aenea (Smith, 1922)
- Rana fansipani Bourret, 1939
- Chaparana fansipani (Bourret, 1939)
- Nanorana fansipani (Bourret, 1939)

Statut de conservation UICN

 LC  : Préoccupation mineure
Nanorana aenea est une espèce d'amphibiens de la famille des Dicroglossidae.

## Répartition
Cette espèce se rencontre :
- dans Nord de la Thaïlande sur le Doi Chang ;
- au Viêt Nam sur le Phan Xi Păng ;
- en Chine sur le Huang Lian Shan au Yunnan.

Sa présence est incertaine au Laos.

## Publication originale
- Smith, 1922 : Notes on Reptiles and Batrachians from Siam and Indo-China (No. 1). Journal of the Natural History Society of Siam, no 4, p. 203-214 (texte intégral).